# Vše začíná dnes
Vše začíná dnes (v originále Ça commence aujourd'hui) je francouzský hraný film z roku 1999, který režíroval Bertrand Tavernier. Snímek měl světovou premiéru na mezinárodním filmovém festivalu v Berlíně dne 16. února 1999.

## Děj
Daniel je ředitelem mateřské školy na severu Francie. Jako zapálený učitel se musí vypořádat s drobnou kriminalitou i veřejnými institucemi zahlcenými rozsahem sociální tísně rodin zasažených chudobou. Po deindustrializaci je 35 % obyvatel obce nezaměstnaných.

## Obsazení
| Philippe Torreton    | Daniel Lefebvre     |
| Maria Pitarresi      | Valeria             |
| Nadia Kaci           | Samia Damouni       |
| Véronique Ataly      | paní Lienardová     |
| Emmanuelle Bercot    | paní Tievauxová     |
| Françoise Bette      | paní Delacourtová   |
| Christine Citti      | paní Baudoinová     |
| Didier Bezace        | inspektor           |
| Gérard Giroudon      | starosta            |
| Jean-Claude Frissung | ředitelův kolega    |
| Thierry Gibault      | policejní inspektor |
| Philippe Meyer       | městský radní       |
| Michelle Goddet      | matka dítěte        |

## Ocenění
- Berlinale: Cena FIPRESCI, čestné uznání a cena ekumenické poroty pro Bertranda Taverniera
- Belgická unie filmového tisku: Cena Humanum
- Fotogramas de Plata: nejlepší zahraniční film
- Norský mezinárodní filmový festival: ekumenická cena
- Mezinárodním filmovém festivalu v San Sebastiánu: Cena diváků
- Lumières: nejlepší herec (Philippe Torreton)
- Goya: nominace v kategorii nejlepší zahraniční film
- César: nominace v kategorii nejlepší herec (Philippe Torreton)